# はやぶさ温泉
はやぶさ温泉（はやぶさおんせん）は、山梨県山梨市牧丘町隼にある温泉および日帰り入浴施設の名称。同所の地名、隼（はやぶさ）が難読地名であることから平仮名で表記されている。

## 泉質
- アルカリ性単純温泉（低張性アルカリ性温泉）
- pH 9.95
- 湧出量 700トン/日

地下1000mから自噴する高アルカリ性温泉。湯量は豊富である。また、飲用温泉水（りょう泉はやぶさ）の販売も行なっている。

## アクセス
バス
- JR中央本線の塩山駅より甲州市市民バス「西沢渓谷線・窪平線」に乗車、「放光寺入口」バス停下車（徒歩約5分）[2]
- JR中央本線の山梨市駅より山梨市営バス「西沢渓谷線」に乗車、「隼上」バス停下車（目の前）[3]

自動車・タクシー
- 中央自動車道の勝沼ICより約25分、国道140号沿い
- JR中央本線の塩山駅または山梨市駅よりタクシーで約10分

## 周辺
- 恵林寺
- 放光寺